# Konservativt fält
Ett konservativt fält, virvelfritt fält eller potentialfält är inom vektoranalysen ett vektorfält vars rotation är definierad och lika med noll.
Konservativa fält har en potentialfunktion, vars gradient är lika med det konservativa fältet. En annan viktig egenskap är att alla kurvintegraler över ett sådant fält är oberoende av vägen, dvs. integralens värde beror endast på start- och slutpunkt. Speciellt är alla slutna kurvintegraler lika med noll. Om F är ett konservativt fält med potentialfunktion V så kan kurvintegralen från en punkt a till en annan punkt b enkelt beräknas enligt:
{\displaystyle \int _{\mathbf {ab} }\mathbf {F} \cdot d\mathbf {x} =\mathbf {V} (\mathbf {b} )-\mathbf {V} (\mathbf {a} )}
Exempel på fysikaliska fält som med god approximation kan sägas vara konservativa, är tyngdkraftsfält och elektriska fält.
Fält som inte är konservativa kallas för dissipativa.